# Liste des évêques de Bondoukou
La liste des évêques de Bondoukou recense les noms des évêques qui se sont succédé sur le siège épiscopal de Bondoukou, en Côte d'Ivoire, depuis la création du diocèse de Bondoukou (Dioecesis Bondukuensis) le 3 juillet 1987, par détachement de celui d'Abengourou.

## Liste des évêques
- 28 août 1987 - † 16 décembre 1994 : Alexandre Kouassi
- 16 décembre 1994 - 22 avril 1996 : siège vacant
- 22 avril 1996 - † 6 mai 2012 : Félix Kouadjo
- 6 mai 2012-28 juin 2019 : siège vacant
- depuis le 28 juin 2019 : Bruno Essoh Yedoh